# Britische Unterhauswahl 1874
- Liberals: 242
- HRL: 60
- Cons.: 350

Die britische Unterhauswahl von 1874 fand vom 31. Januar 1874 bis zum 17. Februar 1874 statt. Die Wahl führte zum Ende der ersten Regierungszeit Willam Ewart Gladstones und brachte den Konservativen einen Wahlsieg ein. Neuer Premierminister wurde Benjamin Disraeli. Hintergrund war die Auflösung des Parlaments durch Gladstone, trotz einer liberalen Mehrheit von 66 Sitzen.

## Hintergrund
Die Wahl war die zweite nach dem Representation of the Peoples Act von 1867, was zu einer erstmaligen Zusammenarbeit zwischen Gewerkschaften und Liberalen bei der Wahl führte. Mit der Wahlrechtsreform wurde das Wahlrecht von Arbeitern und anderen Angehörigen der unteren Schichten erweitert. Die Liberalen erkannten das Potential der proletarischen Wähler und erklärten sich bereit, die Funktionäre der Miners’ Federation of Great Britain, Alexander Macdonald und Thomas Burt zu unterstützen. Beide konnten einen Sitz im Unterhaus erringen.

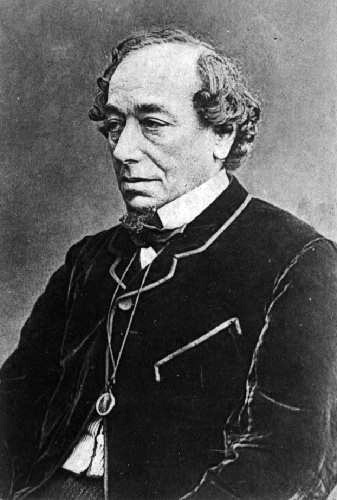
Benjamin Disraeli (1873)
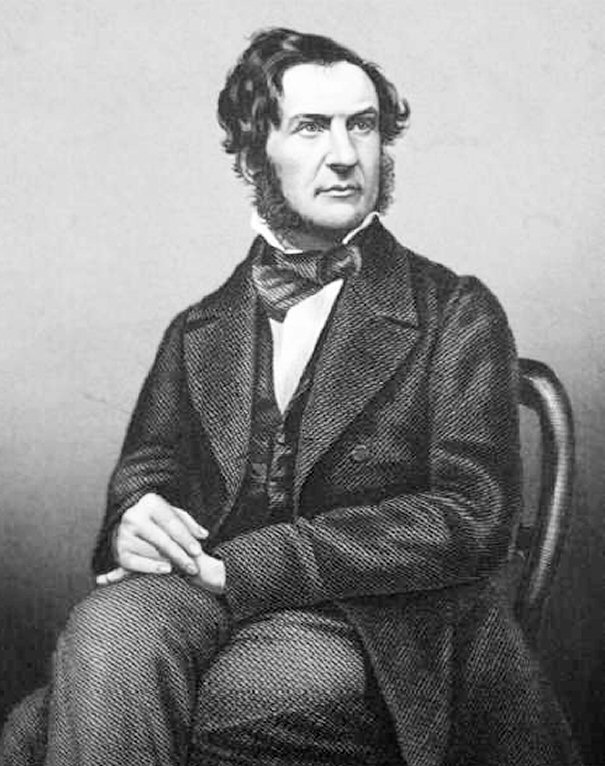
William Ewart Gladstone (ca. 1860)

## Ergebnis

Ergebnisse in den Wahlkreisen. In den einzelnen Wahlkreisen wurden zwischen einem und vier Kandidaten gewählt. Die Farben zeigen die Parteizugehörigkeit des jeweiligen Wahlkreisgewinners. Schraffiert sind Wahlkreise mit Gewinnern aus verschiedenen Parteien. Eine 2:1-Schraffur entspricht zwei Kandidaten der einen und einem Kandidaten der anderen Partei.

Auch wenn bei der Wahl die Konservativen die meisten Sitze gewinnen konnten, erhielten jedoch die Liberalen die meisten Wahlstimmen. Erstmals zogen auch Vertreter der irischen Unabhängigkeitsbewegung (Home Rule) in das Parlament ein. So konnte die Wahl von 1874 auch wieder ein Dreiparteiensystem im Unterhaus etablieren. In der ersten Hälfte des 19. Jahrhunderts waren zeitweise lediglich Abgeordnete der Chartisten und der Repeal Association im Parlament vertreten. 
| Partei | Partei             | Stimmen   | Kandidaten | Sitze | +/−   | Wähleranteil in % | +/− in % |
| ------ | ------------------ | --------- | ---------- | ----- | ----- | ----------------- | -------- |
|        | Conservative Party | 1.091.708 | 507        | 350   | + 79  | 44,3              | + 5,9    |
|        | Liberal Party      | 1.281.159 | 489        | 242   | − 145 | 52                | − 9,5    |
|        | Home Rule League   | 57.576    | 80         | 60    | + 60  | 3,7               | + 3,7    |

## Rezeption
Friedrich Engels veröffentlichte am 4. März 1874 im Volkstaat eine umfangreiche Analyse der Wahlen unter dem Titel Die englischen Wahlen. Engels warf Gladstone einen „Wahlstaatsstreich“ vor, da dieser die Wahlen bereits acht bis 14 Tage nach der Parlamentsauflösung durchführen ließ, so dass in den Wahlkreisen nur wenig Zeit zur Vorbereitung blieb. Dies in Verbindung mit einer autokratischen Regierungsführung Gladstones, „die den angestammten Gewohnheiten John Bulls direkt ins Gesicht schlug“, hätte viele traditionelle liberale Wähler gegen Gladstone aufgebracht.
An den Gewerkschaftskandidaten, die mit Hilfe der Liberalen kandidierten, kritisierte Engels, dass sie mit ihrem Verhalten der Bourgeoisie näher stünden als den Arbeitern und dadurch die Herausbildung einer unabhängigen Arbeiterpartei, wie sie in den meisten Staaten des Kontinents schon existierte, behinderten. Als einen größeren Erfolg als den Einzug der beiden Arbeiter sah Engels die Abgeordneten der Home-Rule-Bewegung an: „Die beiden bewegenden Kräfte in der englischen politischen Entwicklung sind also hiermit ins Parlament getreten: einerseits die Arbeiter, andrerseits die Irländer als kompakte nationale Partei.“